# Jaciment de la Riera de Castellcir
La Riera de Castellcir és un jaciment arqueològic situat en el terme municipal de Castellcir, (Moianès), inclòs a l'Inventari del Patrimoni Arqueològic i Paleontològic de Catalunya.
Està situat a la mateixa llera de la riera, entre la Bassa Gran i la Bassa Petita, just al nord del petit nucli format per l'església parroquial de Sant Andreu de Castellcir, la Rectoria Vella, Cal Tomàs i el cementiri parroquial.
El jaciment arqueològic de la Riera de Castellcir consisteix en una sèrie de forats d'entre 10 i 20 centímetres de diàmetre excavats a la roca de la llera de la riera que formen tres filades. Les dues primeres són a uns 40 centímetres un de l'altre, i les dues filades, separades uns 30 cm. Una tercera filada més endarrerida, a uns 40 cm de les altres, està formada per uns retalls a la roca més grossos i més distants entre ells.
Segons els autors de les prospeccions es pot tractar d'una presa o una passera -o les dues coses-: les fustes s'encaixaven en els forats per fer els suports verticals, damunt dels quals es fixaven els horitzontals. Es tracta d'un jaciment datable a l'edat mitjana.

## Història arqueològica
L'any 2006, a ran del Projecte modificat d'embassament de regulació a la Riera de Castellcir, es feu una prospecció arqueològica superficial a la mateixa llera de la riera, amb la finalitat de valorar l'afectació del projecte en el Patrimoni cultural de la zona.